# Salsete

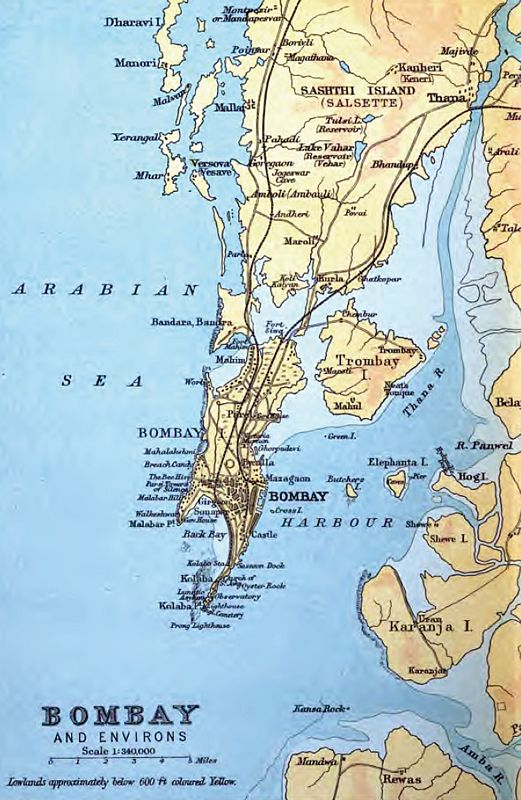
Mapa de 1893 mostrando Salsete

Salsete (em marata: साष्टी; romaniz.: Sashti; em inglês: Salsette) é uma ilha localizada no estado de Maarastra, no noroeste da Índia. Parte da metrópole de Bombaim e o seu subúrbio de Tana ficam nesta ilha. Foi território português entre 1534 e 1737.